# Galt Red Wings
Galt Red Wings byl kanadský juniorský klub ledního hokeje, který sídlil v Galtu v provincii Ontario. Jednalo se o juniorský tým Detroitu Red Wings. V letech 1944–1947 působil v juniorské soutěži Ontario Hockey Association (později Ontario Hockey League). Založen byl v roce 1944 po přejmenování týmu Galt Canadians na Red Wings. Zanikl v roce 1947 po přetvoření frančízy v nový tým Galt Rockets. Své domácí zápasy odehrával v hale Galt Arena Gardens s kapacitou 1 100 diváků. Klubové barvy byly červená a bílá.
Nejznámější hráči, kteří prošli týmem, byli např.: Bronco Horvath, Gordie Howe, Terry Sawchuk, Marty Pavelich nebo Pete Babando.

## Přehled ligové účasti
Zdroj: 
- 1944–1947: Ontario Hockey Association